# Ostböhmen

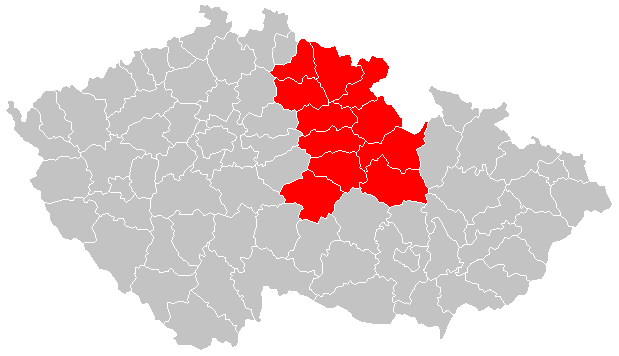
Verwaltungsregion Východočeský kraj

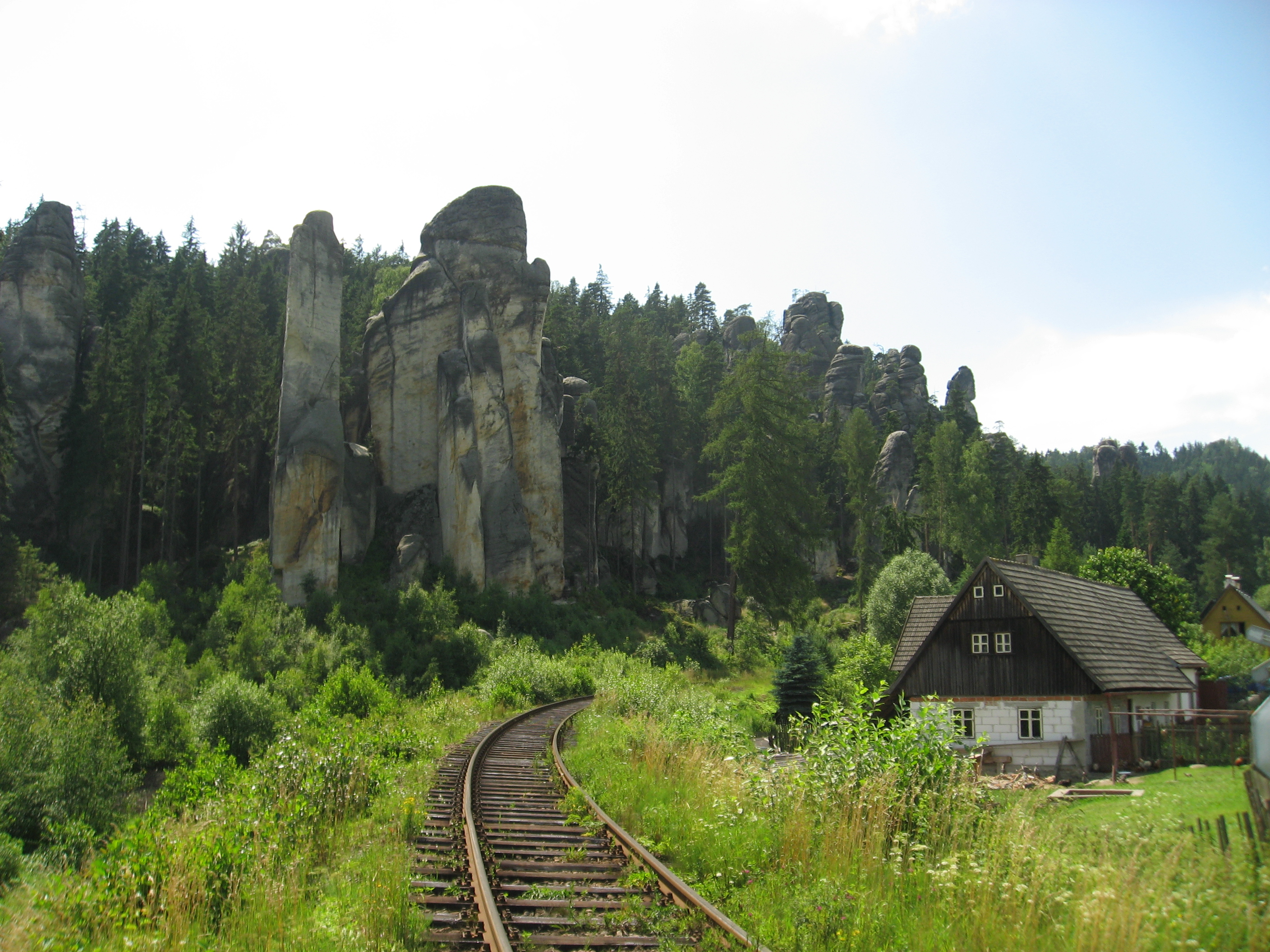
Die Adersbach-Weckelsdorfer Felsenstadt, ein ostböhmisches Wahrzeichen

Ostböhmen (Východní Čechy) bezeichnet den Osten Böhmens. Das Gebiet ist nicht scharf abgegrenzt und grenzt im Osten an Mähren und im Norden an die Woiwodschaft Niederschlesien in Polen. Die Städte Hradec Králové und Pardubice sind die Hauptstädte der beiden ostböhmischen Verwaltungsregionen Královéhradecký kraj und Pardubický kraj.

## Verwaltungseinheit
Die politische Gliederung des Gebietes bildete zwischen 1960 und 1990 der Ostböhmische Kreis (Východočeský kraj). Er umfasste auch einen Teil Mährens.
Regionale Institutionen wie das Ostböhmische Museum in Hradec Králové oder die Ostböhmische Galerie in Pardubice tragen den Begriff im Namen.